# Francesc Antoni de Solanell i de Montellà
Francisco Antonio de Solanell y de Montellà fue un abad español de San Pedro de Galligants (1710-1712) y del Monasterio de San Cugat (1713-1726), y fue el 120.º Diputado Eclesiástico de la Diputación del General del Principado de Cataluña, entre el 1 de agosto de 1710 y el 22 de julio de 1713.

## Biografía
Era hijo de Julián de Solanell y Foix, caballero de Ribes.
Doctor en derecho canónico y teología por la Universidad de Lérida, donde ejerció de catedrático.
Escribió tres obras, de las que sólo se conserva una parte de Apología sobre el origen, fundación y fundador del imperial Monasterio de San Cucufate.
Pertenecía a la orden de San Benito y había sido prior de la pavordía de Age de Cerdaña, visitador general de la orden benedictina, abad de San Pedro de Galligants y de Monasterio de San Cugat. De este último cargo fue desposeído por las autoridades borbónicas en 1717 debido a su militancia austracista, si bien lo recuperó el 1726 a raíz de la firma del Tratado de Viena (1725) entre Felipe V de España y el emperador Carlos VI del Sacro Imperio Romano Germánico.
Murió en San Cugat del Vallés el 15 de septiembre de 1726.
La Biblioteca de Reserva de la Universidad de Barcelona conserva algunas obras que formaron parte de la biblioteca personal de Solanell, y un ejemplo de las marcas de propiedad que identificaron sus libros a lo largo de su vida.
| Predecesor: Manuel de Copons i d'Esquerrer | Diputado Eclesiástico de la Diputación del General del Principado de Cataluña 1710–1713 | Sucesor: Josep de Vilamala |